# Dinard
Dinard (Dinarzh en bretón y Dinard en  francés y galó) es una comuna francesa, situada en el departamento de Ille y Vilaine, en la región de Bretaña. Se conoce a sus habitantes, en lengua francesa, como Dinardais y Dinardaises. Se trata igualmente de un lugar con balnearios de renombre, especialmente entre los ciudadanos del Reino Unido.

## Geografía
El balneario de Dinard, la séptima de las comunas de Ille y Vilaine por número de habitantes, se encuentra en la llamada Costa Esmeralda, en las cercanías del límite con el departamento de Côtes-d'Armor y de la ciudad de Saint-Malo (en el punto en el que el río Rancé marca la frontera). Allí se encuentra la central mareomotriz de Rance, una auténtica proeza tecnológica de los años 1960 que permite el aprovechamiento de la energía mareomotriz, a la vez que constituye un importante destino del turismo en la zona.
Dinard es el centro urbano de la cuarta aglomeración urbana de todo el departamento, contando con 21.401 habitantes en 1999, formando parte de la aglomeración las localidades de Pleurtuit, Saint-Lunaire, La Richardais y Saint-Briac, o contando con 25.006 habitantes incluyendo algunas localidades que ya pertenecen al departamento de Côtes-d'Armor (Lancieux y Ploubalay).
No lejos de Dinard se encuentran las Islas Anglo-Normandas, que son accesibles en una hora en barco rápido desde Saint-Malo, o en 15 minutos de avión si se parte del aeropuerto de Pleurtuit. El acceso a Dinard es rápido gracias a la existencia de autopistas gratuitas o al TGV que une Saint-Malo con París en menos de 3 horas. Las cuatro playas de la localidad son las de l'Écluse, del Prieuré, de Saint Enogat y del Port Blanc.

## Clima
| Parámetros climáticos promedio de Dinard (France) | Parámetros climáticos promedio de Dinard (France) | Parámetros climáticos promedio de Dinard (France) | Parámetros climáticos promedio de Dinard (France) | Parámetros climáticos promedio de Dinard (France) | Parámetros climáticos promedio de Dinard (France) | Parámetros climáticos promedio de Dinard (France) | Parámetros climáticos promedio de Dinard (France) | Parámetros climáticos promedio de Dinard (France) | Parámetros climáticos promedio de Dinard (France) | Parámetros climáticos promedio de Dinard (France) | Parámetros climáticos promedio de Dinard (France) | Parámetros climáticos promedio de Dinard (France) | Parámetros climáticos promedio de Dinard (France) |
| Mes                                               | Ene.                                              | Feb.                                              | Mar.                                              | Abr.                                              | May.                                              | Jun.                                              | Jul.                                              | Ago.                                              | Sep.                                              | Oct.                                              | Nov.                                              | Dic.                                              | Anual                                             |
| ------------------------------------------------- | ------------------------------------------------- | ------------------------------------------------- | ------------------------------------------------- | ------------------------------------------------- | ------------------------------------------------- | ------------------------------------------------- | ------------------------------------------------- | ------------------------------------------------- | ------------------------------------------------- | ------------------------------------------------- | ------------------------------------------------- | ------------------------------------------------- | ------------------------------------------------- |
| Temp. máx. abs. (°C)                              | 16.4                                              | 18.7                                              | 23.2                                              | 26.9                                              | 29.2                                              | 33.1                                              | 35.4                                              | 39.4                                              | 33.1                                              | 28.9                                              | 20.6                                              | 17.6                                              | 39.4                                              |
| Temp. máx. media (°C)                             | 8.4                                               | 9.2                                               | 11.4                                              | 13                                                | 16.5                                              | 18.9                                              | 21.4                                              | 21.7                                              | 19.6                                              | 15.8                                              | 11.7                                              | 9.4                                               | 14.8                                              |
| Temp. media (°C)                                  | 5.7                                               | 6.2                                               | 7.9                                               | 9.3                                               | 12.5                                              | 15                                                | 17.3                                              | 17.5                                              | 15.5                                              | 12.4                                              | 8.7                                               | 6.7                                               | 11.3                                              |
| Temp. mín. media (°C)                             | 3                                                 | 3.1                                               | 4.4                                               | 5.5                                               | 8.5                                               | 11                                                | 13.2                                              | 13.3                                              | 11.4                                              | 8.8                                               | 5.7                                               | 4                                                 | 7.7                                               |
| Temp. mín. abs. (°C)                              | -13.7                                             | -11.7                                             | -6.2                                              | -2.8                                              | -0.2                                              | 3.6                                               | 6.7                                               | 5                                                 | 2.3                                               | -4.2                                              | -5.9                                              | -9.6                                              | -13.7                                             |
| Precipitación total (mm)                          | 66.8                                              | 68.5                                              | 55.4                                              | 53.2                                              | 62.5                                              | 54.3                                              | 45                                                | 44.7                                              | 71.3                                              | 79.3                                              | 90.4                                              | 76.3                                              | 767.7                                             |
| Horas de sol                                      | 69.4                                              | 102.5                                             | 133.8                                             | 178.6                                             | 205.8                                             | 212.3                                             | 224.6                                             | 218                                               | 178                                               | 122.8                                             | 87.9                                              | 64.6                                              | 1768                                              |
| Fuente: Météo climat stats «Clima de Dinard».     |                                                   |                                                   |                                                   |                                                   |                                                   |                                                   |                                                   |                                                   |                                                   |                                                   |                                                   |                                                   |                                                   |

## Etimología
Dinard, que a la llegada del turismo británico era tan solo un pequeño pueblo de pescadores, afirma sin embargo unos orígenes mitológicos relacionados con el legendario Rey Arturo: Din (colina / fortificación) - Arz/Art (oso / Arturo); el oso, en la mitología celta, simboliza la soberanía.

## Historia
Originalmente, Dinard formaba parte de la parroquia de Saint-Enogat, siendo de hecho el de Saint-Enogat el primer nombre oficial de la comuna, hasta que en 1879 el nombre de la comuna pasó a ser Dinard-Saint-Enogat. Igualmente, desde finales del siglo XIX, el naciente turismo procedente del Reino Unido empezó a hacer su aparición por la localidad, de modo que los británicos empezaron a hacerse construir a lo largo de la costa una serie de suntuosas villas para utilizarlas como residencia. Dinard conoció entonces un período de fuerte auge económico y urbanístico, convirtiéndose en una de las estaciones balnearias ubicadas junto al mar más conocidas de toda Europa.
En 1921 el nombre de la comuna fue nuevamente modificado, pasando a ser el actual de Dinard. Sin embargo, la localidad inició un declive desde los años 1930, cuando la alta sociedad británica tomó como destino preferente la costa mediterránea francesa, la Côte d'Azur. En cualquier caso, hoy en día Dinard sigue siendo la estación balnearia impregnada de mayor carácter británico de toda Francia, contando con un total de 407 villas legalmente protegidas.

## Administración
| Legislatura | Nombre        | Grupo |  |
| ----------- | ------------- | ----- |  |
|             |               |       |  |
| 1962-1967   | Yvon Bourges  | RPR   |  |
| 1971-1989   | Yvon Bourges  | RPR   |  |
| 2001-       | Marius Mallet | DVD   |  |

## Demografía
Desde hace algunos decenios, la comuna ha tenido una población en constante aumento, pasando de los 7.721 habitantes con que contaba en 1936 a los 10.230 con que contaba en 2011.
| 8,834 | 9,052 | 9,234 | 9,590 | 9,918 | 10,430 |
| Para los censos de 1962 a 1999 la población legal corresponde a la población sin duplicidades (Fuente: INSEE [Consultar]) |       |       |       |       |        |

En la actualidad, sin embargo, la población envejece, con una tasa de natalidad deficitaria (-380 habitantes, crecimiento negativo, entre 1990 y 1999). Este déficit de crecimiento natural es característico de las estaciones balnearias, con razón de la elevada proporción de residentes jubilados, pero el déficit es compensado con creces por el saldo migratorio (+892 habitantes). Durante este período intercensal, la comuna contó con un crecimiento en su número de habitantes de un +0.5% anual, aunque en cualquier caso se trata de una cifra ligeramente inferior a la media del departamento (+0.67%).

## Patrimonio arquitectónico

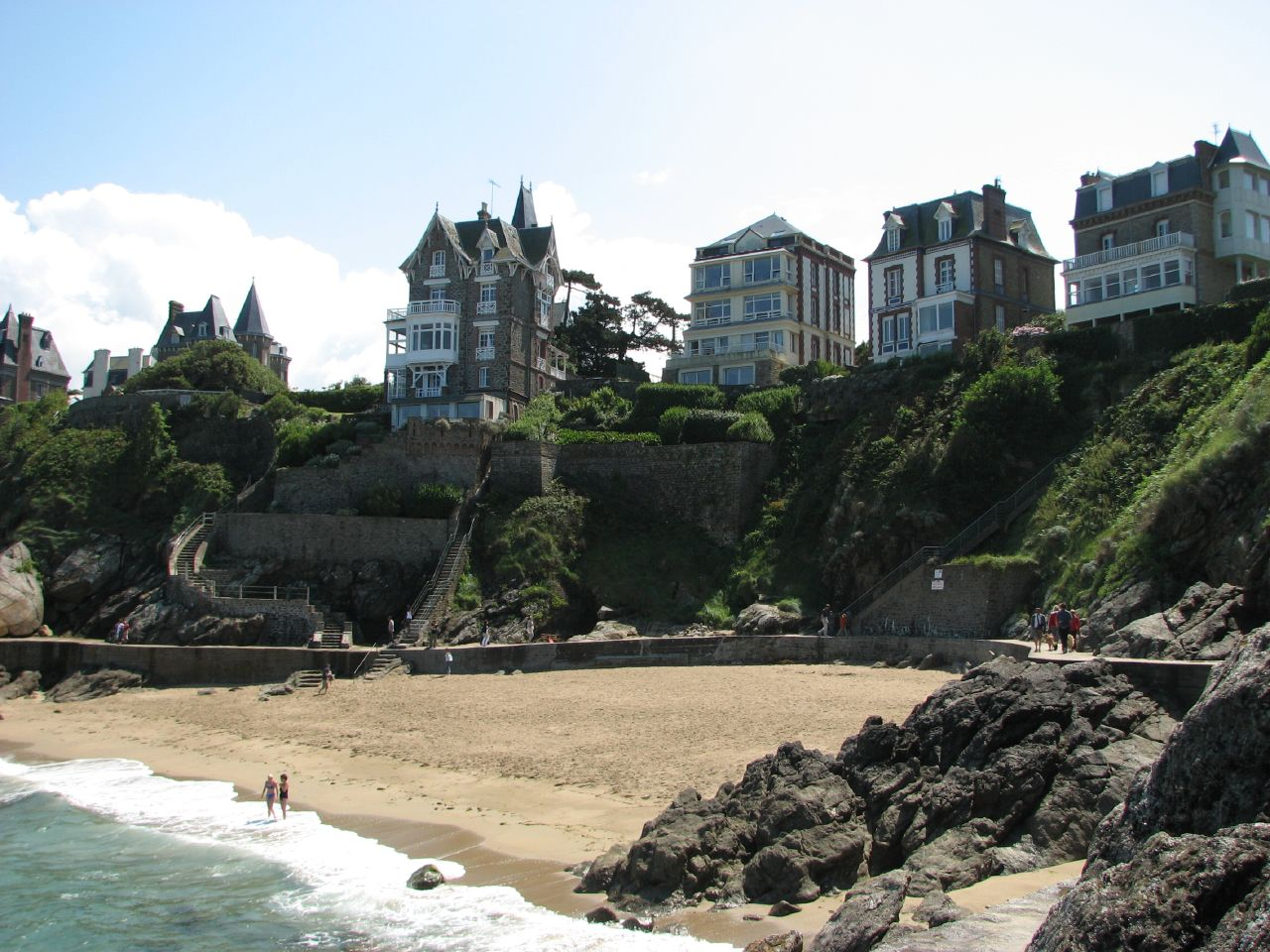
Villas en la punta de la Malouine

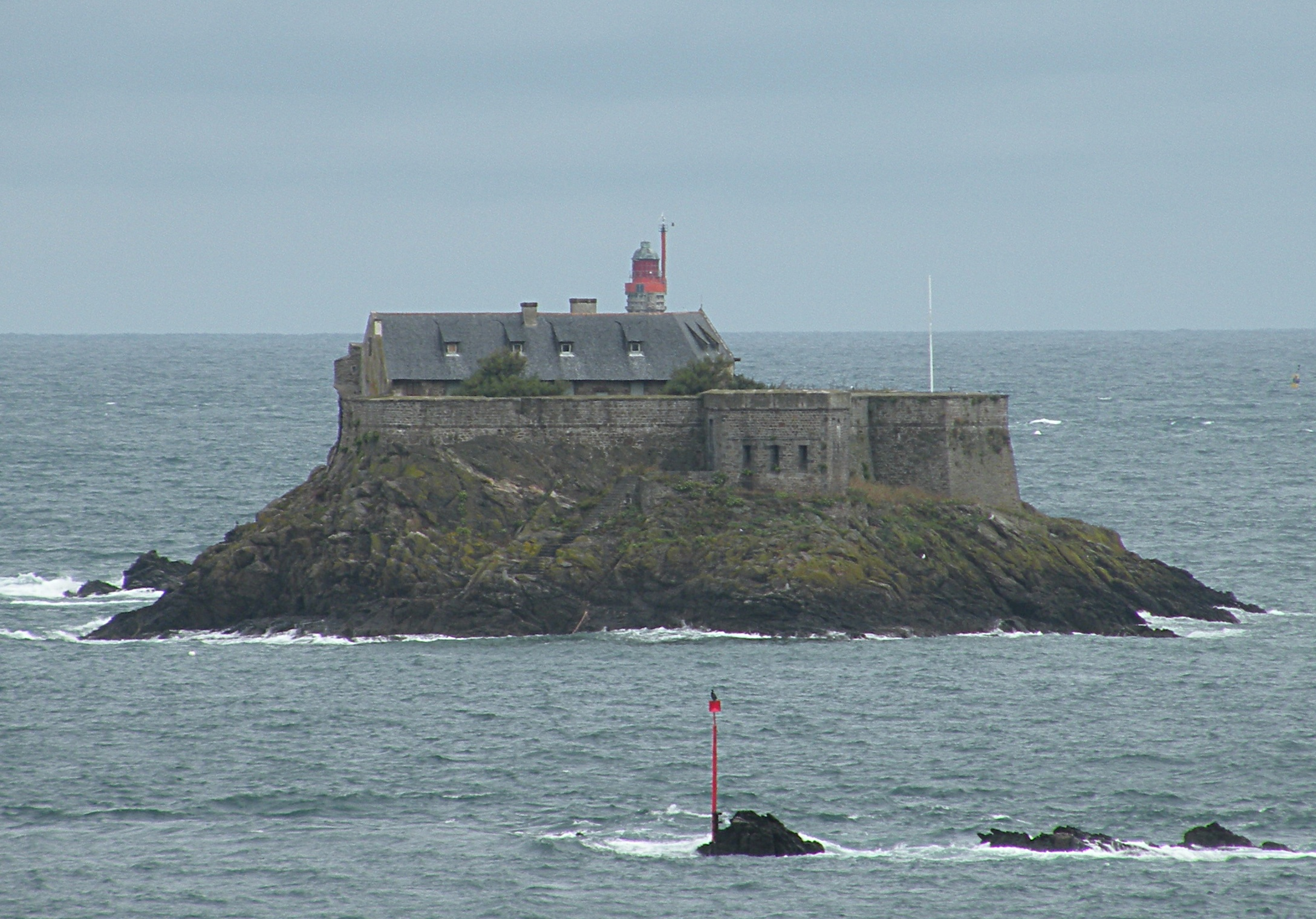
Fuerte de la Isla Harbour

- La comuna cuenta con 407 villas protegidas, que datan de la Belle Époque, con un casino y con unas famosas casetas de baño a lo largo de la playa de l'Écluse.
- El fuerte de la Isla Harbour, frente a Dinard, formó parte del sistema defensivo de Saint-Malo.

## Acontecimientos culturales
- Mercado de plantas.
- Mercado: cada martes, jueves y sábado, celebrándose en la explanada del Mercado, de 8h a 13h. Según la temporada, acoge de 100 a 300 comerciantes, siendo uno de los mayores de la región, contando con 500 plazas de estacionamiento para vehículos. Existe también un mercado de temporada los miércoles por la mañana, en Saint Enogat, en la plaza del Calvaire.
- Feria de antigüedades: se celebra el primer domingo de cada mes entre abril y septiembre en la explanada del mercado, entre las 8h y las 19h, con presencia de 45 anticuarios, todos ellos profesionales.
- Festival del Cine Británico, que se celebra cada otoño.
- Dinard es también conocida por sus célebres casetas en tela azul con rayas blancas que en la temporada de baños se encuentran en la playa de l'Écluse, cuidadas por personal de temporada.

## Celebridades
- El pintor Jean Carzou (1907-2000). En Dinard se encuentra el Museo Jean Carzou.

Personalidades que han frecuentado Dinard como estación balnearia:
- Judith Gautier, hija de Théophile Gautier y amiga de Victor Hugo.
- Victor Hugo, quien residía en casa de Judith Gauthier.
- Albert Lacroix, editor.
- Roger Vercel, Premio Goncourt 1934.
- Agatha Christie, escritora británica.
- Eduardo VII de Inglaterra, príncipe de Gales y luego rey de Inglaterra.
- Alberto I de Bélgica, rey de Bélgica.
- Pablo Picasso, pintor español.
- Winston Churchill, primer ministro británico.
- Pierre Blayau, empresario francés, antiguo presidente del París Saint-Germain.
- Sir Robert Mond, químico y empresario británico.
- La familia Hennessy, propietaria de la marca de coñac.
- François Pinault, empresario francés.
- Dominique de Villepin, primer ministro francés.
- Hugh Grant, actor británico.
- Thomas Edward Lawrence. El coronel Lawrence, más conocido como Lawrence de Arabia, residió en Dinard durante su niñez, entre 1891 y 1894.